# Antonino Caruso
Antonino Caruso (Milano, 24 dicembre 1950 – Milano, 2 aprile 2020) è stato un politico italiano, senatore del Popolo della Libertà.

## Biografia
Laureato in giurisprudenza, svolgeva la professione di avvocato, alle elezioni politiche del 1996 si candida al Senato della Repubblica nel collegio uninominale di Rozzano, sostenuto dalla coalizione di centro-destra Polo per le Libertà in quota Alleanza Nazionale, venendo eletto senatore. Nella XIII legislatura della Repubblica è stato componente della 2ª Commissione Giustizia, della Commissione speciale in materia d'infanzia, del Comitato parlamentare per i procedimenti di accusa, del Comitato parlamentare di controllo dell'Accordo di Schengen, della Commissione parlamentare d'inchiesta sul dissesto della Federconsorzi.
Nel 2001 è rieletto al Senato della Repubblica. È membro della Giunta per il Regolamento, della 2ª Commissione Giustizia, della Commissione speciale in materia d'infanzia e di minori, della Commissione straordinaria diritti umani, della Commissione d'inchiesta sul fenomeno della mafia.
Nel 2006 è confermato al Senato della Repubblica. È membro della Giunta per il Regolamento e della 2ª Commissione permanente (Giustizia).
Nel 2008 è rieletto senatore nelle liste del Popolo della Libertà.
Il 20 dicembre 2012 lascia il gruppo del PdL insieme ai parlamentari Maria Alessandra Gallone, Pierfrancesco Gamba, Alessio Butti, Filippo Berselli, Achille Totaro, Mariano Delogu, Fabrizio Di Stefano, Alfredo Mantica, Giuseppe Milone e Antonio Paravia, per diventare vice-capogruppo al Senato del nuovo gruppo parlamentare chiamato Centrodestra Nazionale, che raccoglie una parte degli ex AN e una parte dei conservatori critici nei confronti del governo Monti. Il gruppo è fondato dall'ex coordinatore nazionale del PdL ed ex reggente di AN Ignazio La Russa.
Il 2 aprile 2020 muore a Milano, a causa di un infarto.